# Евстафий Дашкевич (картина)
«Евстафий Дашкевич» (пол. Ostafi Daszkiewicz) — картина польского художника Яна Матейко на исторический сюжет, созданная в 1874 году. Хранится в Силезском музее в Катовице.

## Описание и судьба картины
Матейко изобразил Евстафия Дашкевича — одного из первых предводителей казаков и основателей Запорожской Сечи. Полотно было создано в 1874 году. Известно, что в 1883 году оно продавалось в художественном салоне Александра Кривулта в Варшаве. В 1927 году «Силезский музей» купил картину в краковском антикварном магазине, принадлежавшем Франтишеку Студзинскому. В 1972 году польская почта выпустила марку с репродукцией «Евстафия Дашкевича».